# Saxion
O saxion é uma partícula hipotética, o superparceiro escalar do axião e parte de um supercampo quiral. O axion representa a teoria de violação de CP do Modelo Padrão. O axião e o saxion são exemplos da classe de partículas do bóson escalar com uma massa muito pequena e uma carga de 0.